# Порядок наследования люксембургского престола
Начиная с 2011 года, герцогский престол Люксембурга переходит по наследству потомкам великого герцога Анри в соответствии с системой абсолютной примогенитуры. Женщины и мужчины имеют равные права престолонаследия.

## Порядок наследования

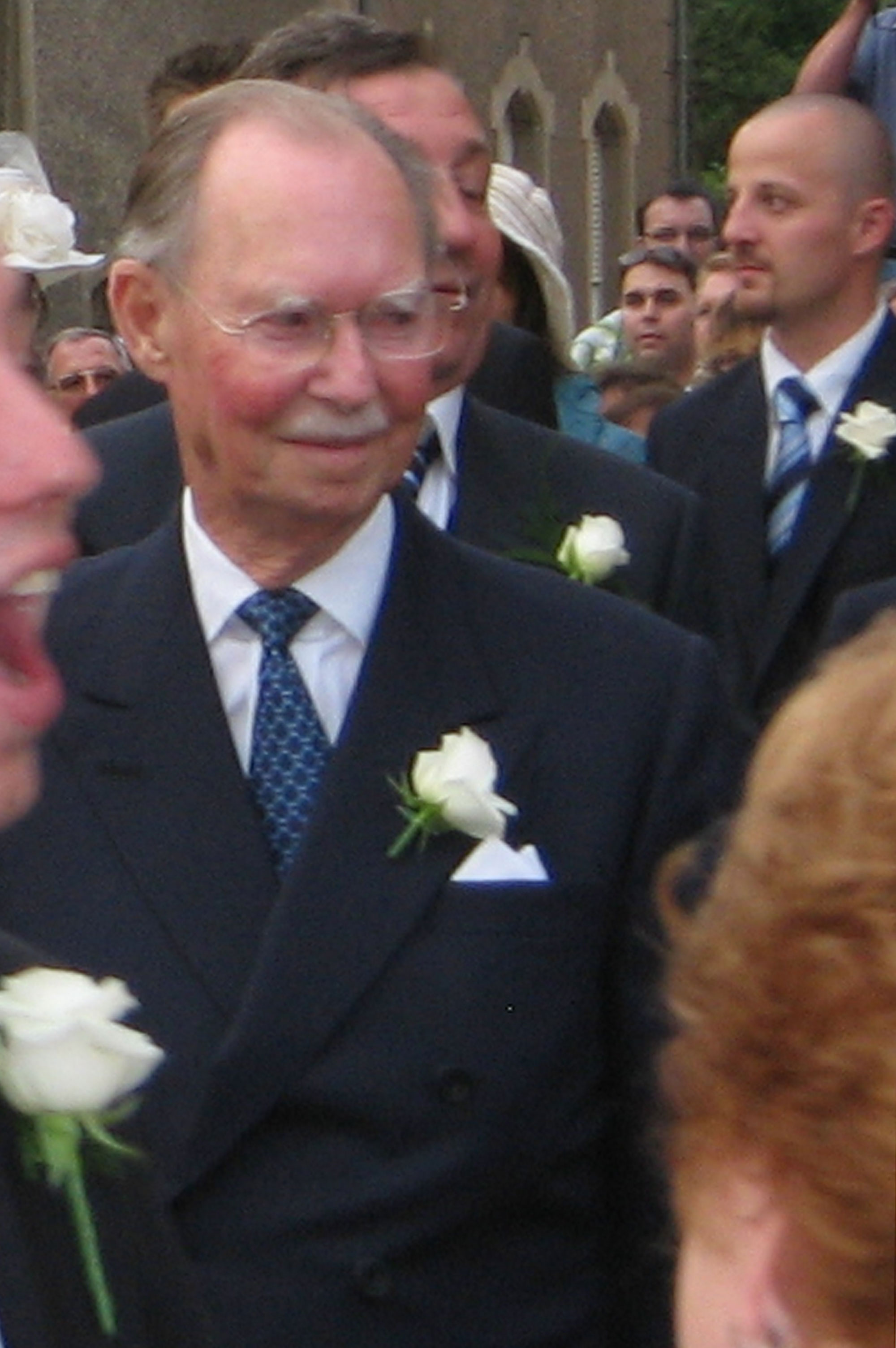
Жан, великий герцог Люксембургский в 1964—2000 годах

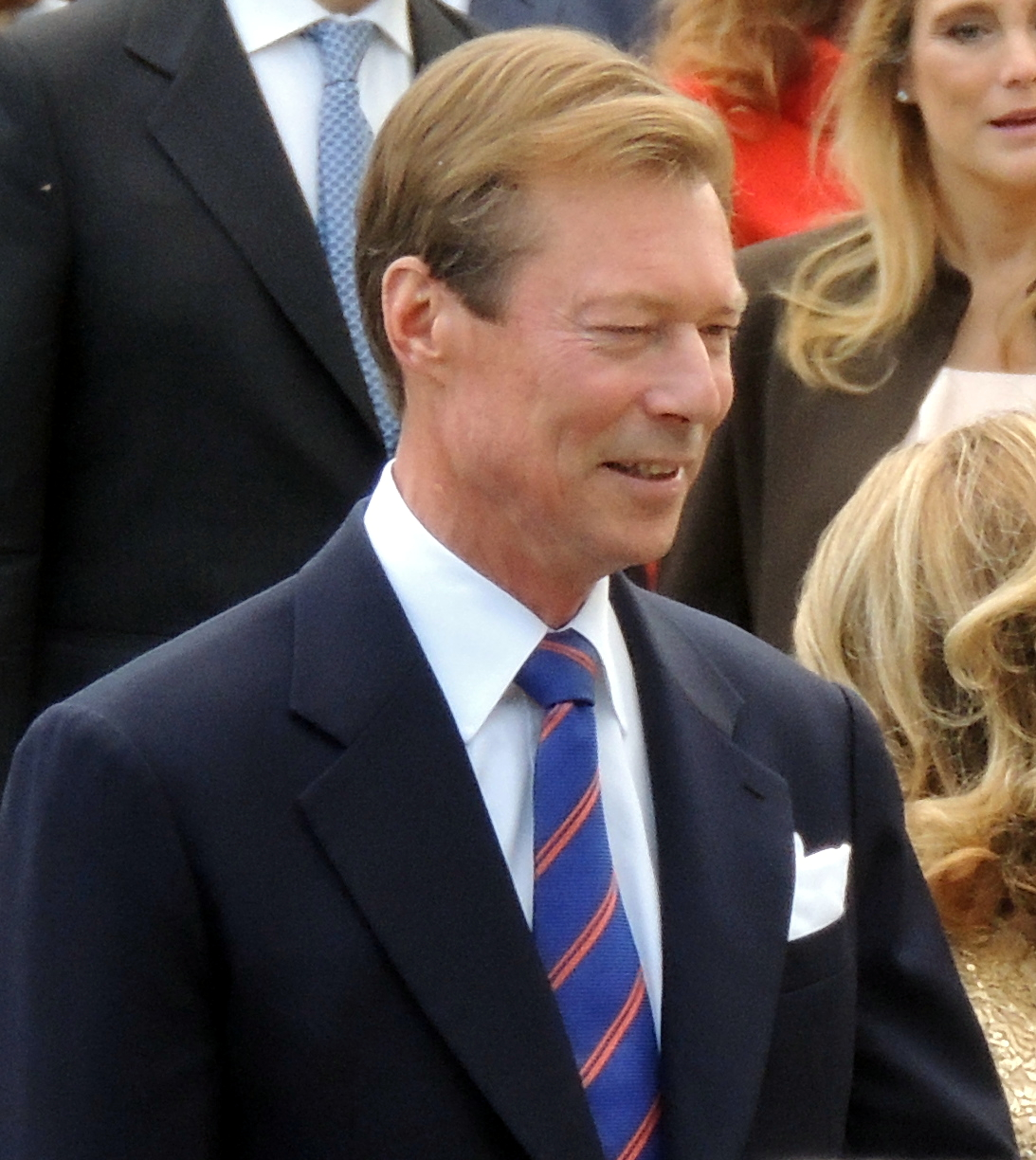
Анри, великий герцог Люксембургский с 2000 года

- Великая герцогиня Шарлотта (1896—1985)
  -  Великий герцог Жан (1921—2019)
    -  Великий герцог Анри (род. 1955)
      - (1) Наследный великий герцог Гийом (род. 1981)
        - (2) Шарль, принц Нассау и Бурбон-Пармский (род. 2020)
        - (3) Принц Франсуа (род. 2023)

      - (4) Принц Феликс (род. 1984)
        - (5) Принцесса Амалия Нассауская (род. 2014)
        - (6) Принц Лиам Нассауский (род. 2016)
        - (7) Принц Бальтазар Нассауский (род. 2024)

      - (8) Принцесса Александра (род. 1991)
        - (9)  Виктория Багори (род. 2024)

      - (10) Принц Себастьян (род. 1992)

    - (11) Принц Гийом (род. 1963)
      - (12) Принц Пауль Луис Нассауский (род. 1998)
      - (13) Принц Леопольд Нассауский (род. 2000)
      - (14) Принц Жан Андре Нассауский (род. 2004)

  -  Принц Карл (1927—1977)
    - (15) Принц Роберт (род. 1968)
      -  (16) Принц Александр Нассауский (род. 1997)

## Наследственное право
Конституция Люксембурга утверждает, что герцогская корона является наследственной в Нассауском доме в соответствии с пактом 1783 года (Нассауский семейный пакт), Венским конгрессом 1815 года и Лондонским договором 1867 года.
В апреле 1907 года великий герцог Вильгельм IV издал указ (утвержден в июле 1907 года законодательным органом Люксембурга и впоследствии принят) с поправками в закону Нассауского дома. Старшая дочь великого герцога получила право на герцогский престол, после неё в порядок наследования были включены её мужские потомки, рожденные в браке. В случае их отсутствия или отказа от престола, на герцогский престол могли претендовать остальные дочери великого герцога в порядке первородства. Этот закон о престолонаследии в Люксембурге упорядочил порядок наследования мужскими линиям дочерей великого герцога Вильгельма IV.
Поправки к закону о престолонаследии в 1907 году обошли графов Меренберга, мужскую линию потомков дома Нассау. В то время главой Меренбергской ветви был наследник мужского пола в лице графа Георга Николая фон Меренберга (1871—1948), который был рожден в морганатическом браке между принцем Николаем Вильгельм Нассауским, младшим братом великого герцога Вильгельма IV, и Натальей Пушкиной (дочерью русского писателя Александра Пушкина). Претензии графа Меренберга на наследование герцогского престола были отклонены на том основании, что он и его ветвь являются нединастическими, несмотря на его брак с княгиней Ольгой Александровной Юрьевской, морганатической дочерью российского императора Александра II и княжны Долгорукой. Со смертью в 1965 году графа Георга Михаила Меренберга угасла мужская линия графов Меренберг. Последней представительницей мужской линии графов Меренберг является графиня Клотильда фон Меренберг (род. 1941), дальняя родственница великого герцога Анри.

## Абсолютное первородство
По указу великого герцога Анри 20 июля 2011 года порядок наследования люксембургского престола был изменён на абсолютную примогенитуру (первородство). В дальнейшем любой законный потомок Люксембург-Нассауского дома, рожденный в браке, может унаследовать престола по праву первородства, как это предусмотрено статьей 3 Конституции и Нассауским семейным пактом. В первой линии наследования находятся потомки великого герцога Анри. Маршал великого герцога издал дополнение к указу, объясняя контекст изменения порядка наследования: в соответствии с призывом ООН от 1979 года о ликвидации всех форм дискриминации в отношении женщин, в 2008 году Великое герцогство Люксембургское признало исключение женского пола из линии наследования герцогского престола дискриминацией.